# Baldassarre Negroni
Baldassarre Negroni (Roma, 21 gennaio 1877 – Roma, 18 luglio 1945) è stato un cineasta italiano attivo prevalentemente all'epoca del muto, tra i maggiori del suo tempo.

## Biografia
Proveniente da una famiglia aristocratica romana di conti di origine ligure, si laureò in giurisprudenza, ed esercitò per alcuni anni la professione di avvocato.
Fu sposato dal 1923 con l'attrice Hesperia che diresse in molti film.
Negroni abbandonò ben presto la sua attività di avvocato per dedicarsi prima alla fotografia e poi alla cinematografia. Appassionatosi a quest'ultimo strumento, si procurò una macchina da presa e girò dei documentari amatoriali. Nel 1912 fu assunto dalla casa di produzione Cines, dove lavorò prima cineoperatore e poi esordì con il cortometraggio Primo bisticcio.
Successivamente abbandonò la Cines, ed in società con l'avv. Gioacchino Mecheri ed il marchese Alberto Del Gallo di Roccagiovane fondò la casa di produzione cinematografica Celio Film della quale fu direttore artistico e principale regista. Negli studi Celio, per conto dell'Italica Ars diresse nel 1913 quello che probabilmente fu il suo film più importante, L'Histoire d'un Pierrot, riproduzione integrale di una pantomima musicale di Mario Pasquale Costa, quindi un tentativo di "film sonoro" ai tempi del muto. In questo film recitarono la celebre diva Francesca Bertini, il divo Emilio Ghione e una diva ancora "in erba", ossia l'attrice Leda Gys.
Nel 1914 passò alla Milano Films dove fu direttore generale, regista e soggettista. Nella casa milanese iniziò il sodalizio artistico con l'attrice Olga Mambelli in arte Hesperia, che sposò diversi anni più tardi, e diresse alcune pellicole come L'ereditiera, L'ultima battaglia, La danza dei milioni, La maschera dell'onestà, Nel nido straniero, Passa la guerra e Vizio atavico.
Nel 1916 passò alla romana Tiber Film, dove fino al 1922 diresse un gran numero di pellicole, come A guardia di Sua Maestà, Jou-Jou, Il figlio di Madame Sans Gêne, L'aiglette e La cuccagna.
Dopo un lungo periodo di inattività, alla fine degli anni venti Negroni lavorò presso la Fert-Pittaluga, dove diresse i film Beatrice Cenci (1926), Il vetturale del Moncenisio (1927), Gli ultimi Zar (1928) e Giuditta e Oloferne (1929).
Dopo l'avvento del cinema sonoro seguì il trasferimento della produzione Pittaluga da Torino a Roma, diventando incaricato di produzione presso la "Cines - Pittaluga" che aveva rilevato gli storici stabilimenti romani di via Vejo. Sotto tale veste seguì in particolare la realizzazione di Acciaio. L'ultimo film della sua lunga carriera fu L'ambasciatore del 1936.

## Filmografia parziale

### Filmografia muta
- Idillio tragico (1912)
- Tragico amore, cortometraggio (1912)
- Tutto si accomoda, cortometraggio (1912)
- L'arma dei vigliacchi (1913)
- Beatrice Cenci (1913)
- Tramonto (1913)
- L'ultima carta (1913)
- La maestrina (1913)
- L'Histoire d'un Pierrot (1914)
- L'ereditiera (1914)
- La danza dei milioni (1914)
- L'amazzone mascherata (1914)
- Fiamme nell'ombra (1915)
- Marcella (1915)
- Rugiada di sangue (1915)
- La signora delle camelie (1915)
- L'aigrette (1917)
- La locanda delle ombre, insieme a Ivo Illuminati (1923)
- Beatrice Cenci (1926)
- Il vetturale del Moncenisio (1927)
- Gli ultimi zar (1928)
- Giuditta e Oloferne (1929)

### Filmografia sonora
- Due cuori felici (1932)
- L'ambasciatore (1936)